# Guy Laliberté
Pour les articles homonymes, voir Laliberté.
Guy Laliberté, né le 2 septembre 1959 à Québec, au Canada, est un homme d'affaires québécois. Il est l'un des cofondateurs et était le chef de la direction du Cirque du Soleil, dont il a détenu jusqu'à 80 % des actions avant de les vendre à des intérêts américains et chinois.
En 2009, sa fortune s'élève à 2,5 milliards de dollars américains, ce qui le classe  au 261e rang des personnes les plus riches de la planète, d'après le magazine Forbes.

## Biographie
Guy Laliberté quitte la maison à l'âge de 14 ans, il parcourt les rues du Québec et de l'Europe, faisant étalage de ses talents d'accordéoniste et de cracheur de feu.
Il est candidat aux élections fédérales canadiennes de 1980 dans la circonscription de Charlevoix en vue d'entrer à la Chambre des communes sous la bannière du Parti Rhinocéros. Il se présente alors sous le nom de Guy Pantouffe Laliberté et arrive en 5e position avec 945 voix.
Laliberté crée le Cirque du Soleil en 1984 et il est depuis ce moment le guide de l'équipe de conception pour la création de tous les spectacles. En 1997, Guy Laliberté reçoit l'Ordre national du Québec, la plus haute distinction décernée par le gouvernement du Québec.
De plus, en 2001, il est nommé Grand Montréalais par l'académie du même nom.
En 2005, Guy Laliberté et le Cirque du Soleil sont cités dans le livre à succès en matière de stratégie business Blue Ocean Strategy écrit par les professeurs de l'INSEAD W. Chan Kim et Renée Mauborgne. Ainsi, Laliberté est donné en exemple pour sa stratégie originale consistant à créer un nouvel espace de marché inconnu jusqu'alors. Le 29 octobre 2007, il lance sa fondation One Drop qui vise à assurer un meilleur accès à l'eau potable aux populations plus pauvres du monde en la dotant personnellement de 100 millions de dollars canadiens.
En août 2008, il cède 20 % des parts du Cirque du Soleil aux firmes Nakheel et Istithmar World Capital de Dubaï, ce qui lui laisse 80 % des parts selon La Presse canadienne. La transaction est évaluée à 600 millions de dollars américains par le magazine Forbes.
En 2009, la sortie d'une biographie non autorisée fait réagir Guy Laliberté qui demande qu'elle soit retirée.
En 2015, le Cirque du Soleil est vendu à un groupe américain privé et une firme chinoise.

## Touriste spatial

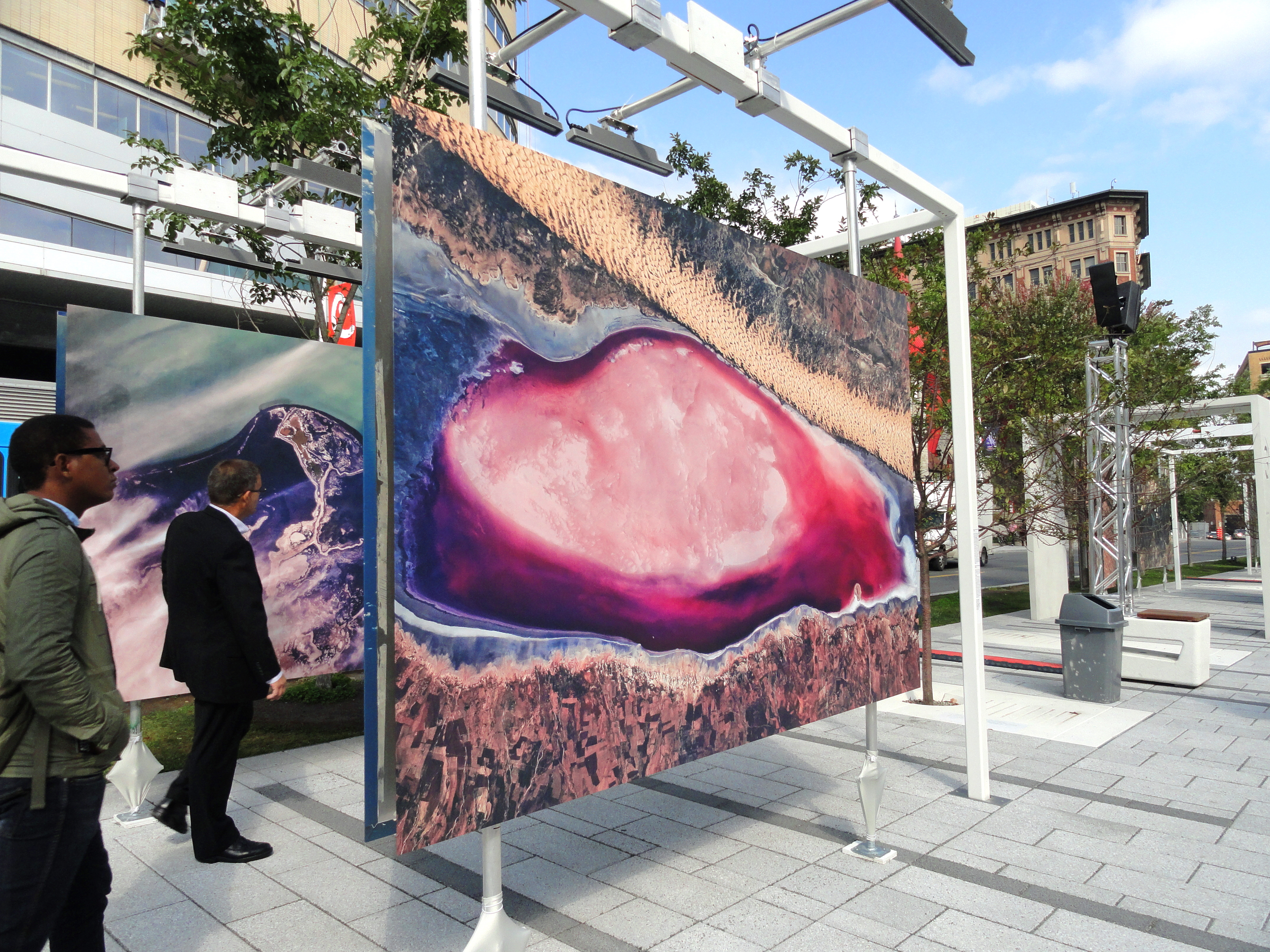
Exposition GAÏA des photographies de Guy Laliberté réalisées durant son voyage à bord de la Station spatiale internationale, promenade des Artistes, Montréal.

Le 2 juin 2009, NASA Watch rapporte que Guy Laliberté sera le prochain touriste spatial : il rejoint la Station spatiale internationale (ISS) pour 12 jours le 30 septembre 2009 à bord d'une capsule spatiale Soyouz, devenant ainsi le troisième québécois à aller dans l'espace après Marc Garneau et Julie Payette et le premier touriste de l'espace canadien. Il est également le premier milliardaire à être allé dans l'espace. Il est le neuvième canadien à être allé dans l'espace.
Il décolle le 30 septembre 2009 du cosmodrome de Baïkonour à bord de Soyouz TMA-16, en compagnie du cosmonaute russe Maxime Souraïev et de l'astronaute américain Jeffrey Williams. Son vaisseau s'amarre à l'ISS le vendredi 2 octobre 2009.
La capsule Soyouz TMA-14 transportant le milliardaire canadien, le cosmonaute russe Guennadi Padalka et l'astronaute américain Michael Barratt atterrit au Kazakhstan le 11 octobre 2009 à 8 h 31 heure de Moscou (4 h 31 TU). Le coût de son voyage s'élève à 35 millions de dollars américains.

### Mission sociale et poétique
Le 9 octobre 2009, la Société Radio-Canada, via sa chaîne télévisuelle RDI, cède les ondes à Guy Laliberté de 20 h à 22 h heure locale afin que ce dernier présente une œuvre qualifiée, par la Société, de planétaire. Le Devoir qualifie le spectacle de « trip de star ». Le journaliste Marc Cassivi du journal La Presse affirme que le spectacle n'est pas à la hauteur du voyage spatial de Laliberté et des capacités du Cirque du Soleil. Le coût du spectacle est estimé entre 8 et 10 millions de dollars.
En décembre 2023, il fait le don d'un terrain boisé de 23 338,10 mètres carré à la ville de Saint-Bruno-de-Montarville.

## Honneurs
- 1997 - Chevalier de l'Ordre national du Québec.
- 2001 - Membre des Grands Montréalais.
- 2003 - Officier de l'Ordre du Canada.
- 2004 - Chevalier de l'ordre de la Pléiade.
- 2008 - Doctorat honorifique de l'Université Laval[5].
- 2016 - Compagnon de l'Ordre des arts et des lettres du Québec.

## Poker

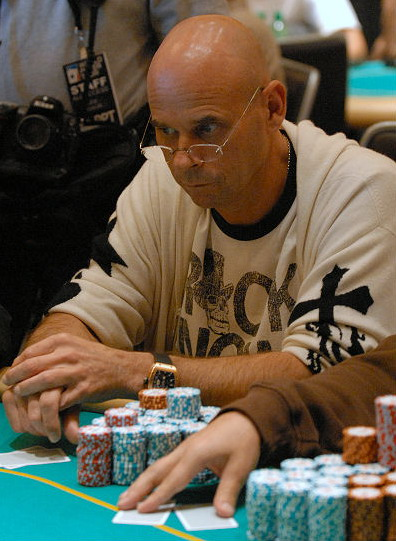
Guy Laliberté au World Poker Tour No Limit Hold'em Championship.

En avril 2007, Guy Laliberté termine en quatrième place de la 5e édition du championnat World Poker Tour, gagnant alors 696 220 de dollars américains. Cet événement s'est tenu dans un casino hébergeant un des spectacles du Cirque du Soleil. Il participe également à la quatrième saison de l'émission High Stakes Poker. Il est surtout connu dans le monde du poker pour être l'un des plus gros perdants avec un déficit de 25 millions de dollars sur le jeu en ligne.

## Vie privée
Guy Laliberté est père de cinq enfants, les trois premiers avec Rizia Moreira, et deux derniers avec Claudia Barila. Kami Moreira-Laliberté, fils de Guy et Rizia Moreira, est un jeune pilote automobile canadien. Il commence sa carrière automobile en France, au sein du relevé Championnat de France de Formule 4 en 2015.

Il est par ailleurs propriétaire depuis 2007 de l'atoll de Nukutepipi en Polynésie française. En mai 2014, Guy Laliberté confie au Journal de Montréal qu'il veut faire de cet endroit un abri où il peut accueillir famille et amis en cas de catastrophe : 

« Tranquillement, à cause de tout ce qui se passe dans le monde, je me suis dit : que ça pourrait peut-être être la place pour que, si jamais il y avait une épidémie ou une guerre globale, je puisse emmener ceux que j’aime, ma famille. Je vais être totalement autonome au niveau fonctionnement : solaire, environnemental, écologique, tout ça. »

Le 12 novembre 2019, Guy Laliberté est placé en garde à vue par la gendarmerie de Papeete à Tahiti pour culture illégale de cannabis sur son atoll privé en Polynésie française,,.
En décembre 2023, Guy Laliberté décide d'offrir un terrain d'une valeur de 5 M$ à la ville de Saint-Bruno-de-Montarville afin qu'il puisse contribuer à la  conservation de la nature de la ville. 